# NK Veres Rivne
El NK Veres Rivne es un equipo de fútbol de Ucrania que juega en la Liga Premier de Ucrania, la primera división de fútbol en el país.

## Historia
Fue fundado en el año 1957 en la ciudad de Rivne con el nombre Kolhospnyk por los empleados de una granja local con el mismo nombre y debuta en la segunda división regional. En 1966 cambia su nombre por el de Horyn y para 1972 cambia su nombre por el de Avangard luego de unirse a la sociedad voluntaria de deportes Avangard luego de ascender a la Segunda Liga de Ucrania.
Tras la caída de la Unión Soviética cambia su nombre por el de Veres y se convirtió en uno de los equipos fundadores de la Persha Liha, donde lograron el ascenso a la Liga Premier de Ucrania para la temporada 1992/93 donde terminaron en último lugar entre 16 equipos, pero no descendieron a la segunda categoría. El club se mantuvo por otras dos temporadas hasta descender en la temporada 1994/95 al terminar en último lugar entre 18 equipos.
Dos temporadas más tarde el club desciende a la Druha Liha, liga en la que permaneció hasta la temporada 2010/11 luego de declararse en bancarrota y desapareció.

### Refundación
En 2015 el club es refundado con el nombre FC VERES-RIVNE LLC y fue reintegrado a la Druha Liha, logrando esa misma temporada el ascenso a la Persha Liha.
En la temporada 2016/17 terminan en tercer lugar, pero logran el ascenso luego de que el FC Desna Chenihiv, que terminó en segundo lugar de la temporada, no recibiera la licencia para jugar en la liga por carecer de infraestructura para jugar en la Liga Premier de Ucrania.
El 21 de mayo de 2018 el club se fusiona con el FC Lviv debido a que el Lyiv cuenta con mejor infraestructura para jugar en la Liga Premier de Ucrania y porque el Estadio Avanhard fue suspendido por las autoridades locales porque necesita ser renovado para contunuar en funcionamiento, aunque no desaparece sino que se une a la Segunda Liga de Ucrania y pasan a jugar en la región de la óblast de Rivne.

## Palmarés
- Persha Liha (2): 1992, 2021